# Original Film
Original Film – amerykańskie niezależne przedsiębiorstwo zajmujące się produkcją filmów i seriali telewizyjnych, najbardziej znane z serii filmów Szybcy i wściekli.
Original Film zostało założone w 1990 roku przez Neala H. Moritza i Bruce’a Mellona.
W 2006 roku studio podpisało kontrakt z Sony Pictures Television na produkcję programów telewizyjnych.
W 2017 roku podpisało umowę z Paramount Pictures na produkcję filmów fabularnych. Umowa została przedłużona do 2023 roku.

## Filmy
- Miasto aniołów 2 (Juice, 1992)
- Super balanga (The Stoned Age, 1994)
- Wulkan (Volcano, 1997)
- Koszmar minionego lata (I Know What You Did Last Summer, 1997)
- Ulice strachu (Urban Legend, 1998)
- Koszmar następnego lata (I Still Know What You Did Last Summer, 1998)
- Szkoła uwodzenia (Cruel Intentions, 1999)
- Diamentowa afera (Blue Streak, 1999)
- Napad (Held Up, 1999)
- Sekta (The Skulls, 2000)
- Ulice strachu: Ostatnia odsłona (Urban Legends: Final Cut, 2000)
- Twarda laska (Saving Silverman, 2001)
- Szybcy i wściekli (The Fast and the Furious, 2001)
- Poza świadomością (Soul Survivors, 2001)
- Dom Glassów (The Glass House, 2001)
- To nie jest kolejna komedia dla kretynów (Not Another Teen Movie, 2001)
- Luzacy (Slackers, 2002)
- xXx (XXX, 2002)
- Dziewczyna z Alabamy (Sweet Home Alabama, 2002)
- Za szybcy, za wściekli (2 Fast 2 Furious, 2003)
- S.W.A.T. Jednostka Specjalna (S.W.A.T., 2003)
- Wyścig z czasem (Out of Time, 2003)
- Torque: Jazda na krawędzi (Torque, 2004)
- xXx 2: Następny poziom (XXX: State of the Union, 2005)
- Niewidzialny (Stealth, 2005)
- Szybcy i wściekli: Tokio Drift (The Fast and the Furious: Tokyo Drift, 2006)
- Klik: I robisz, co chcesz (Click, 2006)
- Gang z boiska (Gridiron Gang, 2006)
- Evan Wszechmogący (Evan Almighty, 2007)
- Jestem legendą (I Am Legend, 2007)
- 8 części prawdy (Vantage Point, 2008)
- Bal maturalny (Prom Night, 2008)
- Moja dziewczyna wychodzi za mąż (Made of Honor, 2008)
- Szybko i wściekle (Fast & Furious, alternatywnie Fast & Furious 4, 2009)
- Dorwać byłą (The Bounty Hunter, 2010)
- The Green Hornet 3D (The Green Hornet, 2011)
- Inwazja: Bitwa o Los Angeles (Battle: Los Angeles, 2011)
- Szybcy i wściekli 5 (Fast Five, alternatywnie Fast & Furious 5 lub Fast & Furious 5: Rio Heist, 2011)
- Zamiana ciał (The Change-Up, 2011)
- 21 Jump Street (2012)
- Pamięć absolutna (Total Recall, 2012)
- Jack pogromca olbrzymów (Jack the Giant Slayer, 2013)
- Czas zemsty (Dead Man Down, 2013)
- Szybcy i wściekli 6 (Fast & Furious 6, na ekranie jako Furious 6, 2013)
- R.I.P.D. Agenci z zaświatów (R.I.P.D.: Rest in Peace Department lub po prostu R.I.P.D., 2013)
- Niezły Meksyk (Search Party, 2014)
- 22 Jump Street (2014)
- Szybcy i wściekli 7 (Furious 7, na ekranie jako Fast & Furious 7, 2015)
- Gęsia skórka (Goosebumps, 2015)
- Pasażerowie (Passengers, 2016)
- Szybcy i wściekli 8 (The Fate of the Furious, również F8 i Fast & Furious 8, 2017)
- Gęsia skórka 2 (Goosebumps 2: Haunted Halloween lub po prostu Goosebumps 2, 2018)
- Ocean ognia (Hunter Killer, 2018)
- Escape Room (2019)
- Sztuka ścigania się w deszczu (The Art of Racing in the Rain, 2019)
- Sonic. Szybki jak błyskawica (Sonic the Hedgehog, 2020)
- Śledztwo Spensera (Spenser Confidential, 2020)
- Bloodshot (2020)
- Szybcy i wściekli 9 (F9, również Fast & Furious 9, 2021)
- Escape Room 2 (2021)
- Sonic. Szybki jak błyskawica 2[9][10] (Sonic The Hedgehog 2, 2022)